# Tringa ameghini
Tringa ameghini är en utdöd sydamerikansk fågel i familjen snäppor inom ordningen vadarfåglar. Den beskrevs 1979 utifrån fossila lämningar från sen pleistocen funna i asfaltsavlagringarna Talara i Peru. Avlagringarna där arten hittats har bedömts vara 13 900 år gamla.